# الدوري التشيكوسلوفاكي 1957–58
الدوري التشيكوسلوفاكي 1957–58 هو الموسم 51 من الدوري التشيكوسلوفاكي ‏. أشرف على تنظيمه اتحاد جمهورية التشيك لكرة القدم، وكان عدد الأندية المشاركة فيه 12، وفاز فيه دوكلا براغ.